# كاكة نورفولك
كَاكَة نُورفُولك (الاسم العلمي: Nestor productus)؛ هو نوع مُنقَرِضٌ، من الببغاوات الكبيرة، يَتبَعُ فصيلة الببغاء النيوزلندي. كان طول الطيور نَحو 38 سم، لَونها بُنيٌّ زَيتُونِيٌّ، وَوَجنَتَانِ وحَلقٌ بُرتقاليَّان (ضَارِبٌ إلى الحُمرَة)، وصَدرٌ بِلون القَشِّ، والفخذانِ؛ الرَّدف وأسفلُ البَطن بُرتقاليٌّ داكنٌ ومنقار بارز. تَوَطَّنَتِ الصُّخُور وقِمَمَ الأشجارِ في جزيرة نورفولك وجزيرة فيليب المجاورة. كان أحد أقارب الكاكة الزِّلَندِيَّة.